# Ockerwitz
Ockerwitz ist ein Ortsteil im Westen der sächsischen Landeshauptstadt Dresden. Er befindet sich in der gleichnamigen Gemarkung und gehört zur Ortschaft Gompitz.

## Geografie

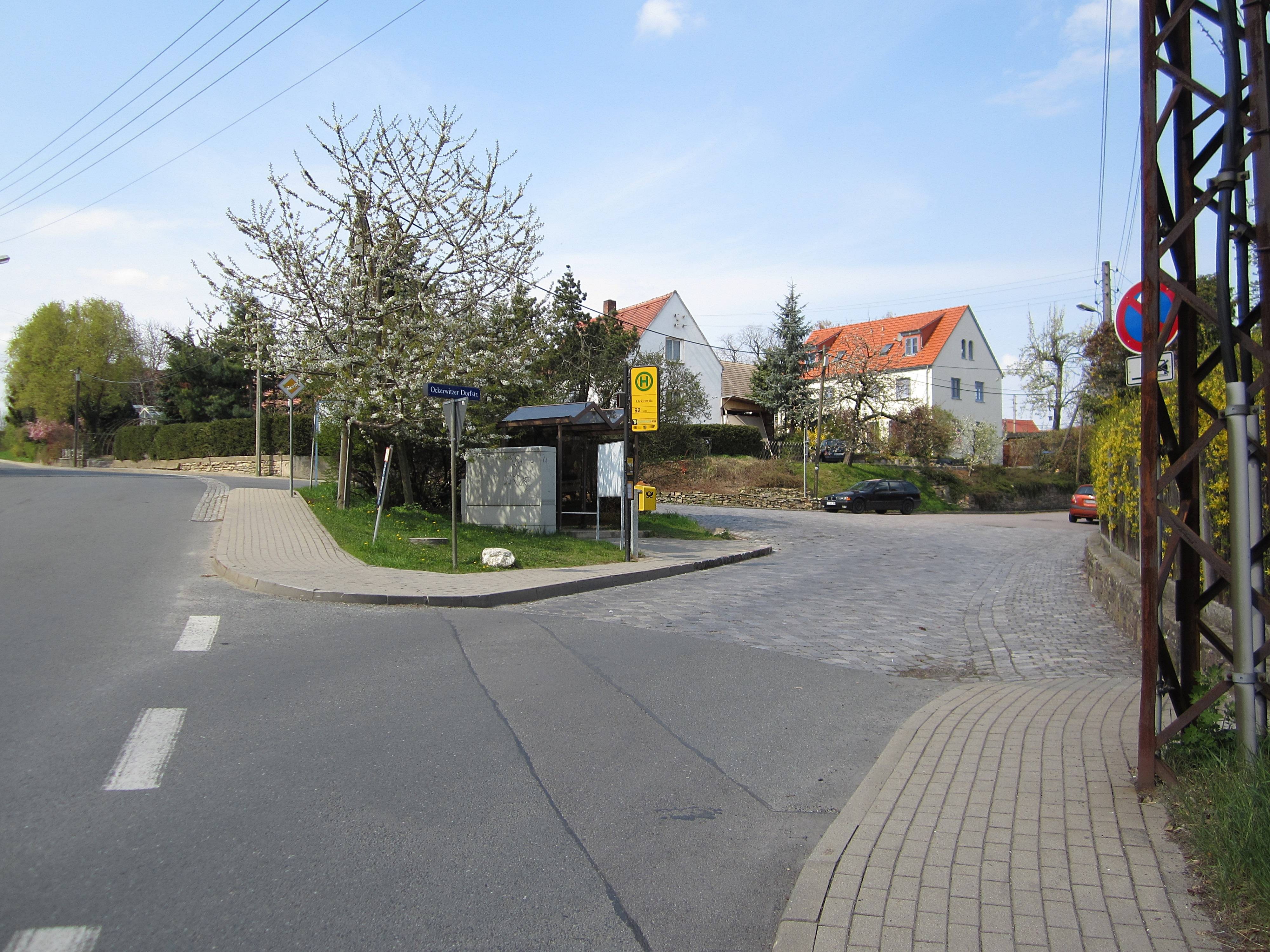
Endhaltestelle der Linie 92

Ockerwitz liegt 7 km westlich des Dresdner Stadtzentrums, der Inneren Altstadt, auf der linkselbischen, Meißner Hochland genannten Lösshochfläche. Die Ortslage befindet sich in einer Höhe von etwa 200 bis 250 m ü. NN und übertrifft dabei die Talsohle der Elbe deutlich. Das Gelände fällt nach Osten zum Elbtalkessel hin ab. Nördlich wird Ockerwitz vom Zschonergrund begrenzt. Der Untergrund wird durch den hier anstehenden Pläner bestimmt. Der dörfliche Charakter des Ortsteils Ockerwitz wandelte sich zugunsten eines Wohnsiedlungsvororts; der Westen und Süden der Fluren ist unbebaut und wird landwirtschaftlich genutzt. Der alte Dorfkern befindet sich an der Ockerwitzer Dorfstraße. Mehrere Drei- und Vierseithöfe blieben im äußerlichen Zustand des 19. Jahrhunderts erhalten. Hier befindet sich auch die seit 1958 als Naturdenkmal ND 81 ausgewiesene Dorflinde mit einem Stammumfang von mehr als 3,5 m, deren Alter auf 250 Jahre geschätzt wird. Auch eine weitere Linde im Ortsteil, der außerdem Anteil am Landschaftsschutzgebiet Zschonergrund hat, ist geschützt (ND 104).
Benachbarte Gemarkungen sind die anderen Dresdner Ortsteile Gompitz im Süden und Pennrich im Westen. Die nordwestlich und nördlich angrenzenden Ortsteile Podemus und Merbitz gehören bereits zur Dresdner Ortschaft Mobschatz. Östlich von Ockerwitz liegt Omsewitz, das zum Stadtbezirk Cotta zählt. Ockerwitz gehört zum statistischen Stadtteil Gompitz/Altfranken, innerhalb dessen der Ortsteil den statistischen Bezirk 992 Ockerwitz bildet. Der Ortsteil wird durch die Ockerwitzer Allee mit Omsewitz und Gompitz verbunden, außerdem gibt es weitere 15 benannte Straßen in Ockerwitz. Die Buslinie 92 der Dresdner Verkehrsbetriebe hat in Ockerwiz einen ihrer Endpunkte.

## Geschichte

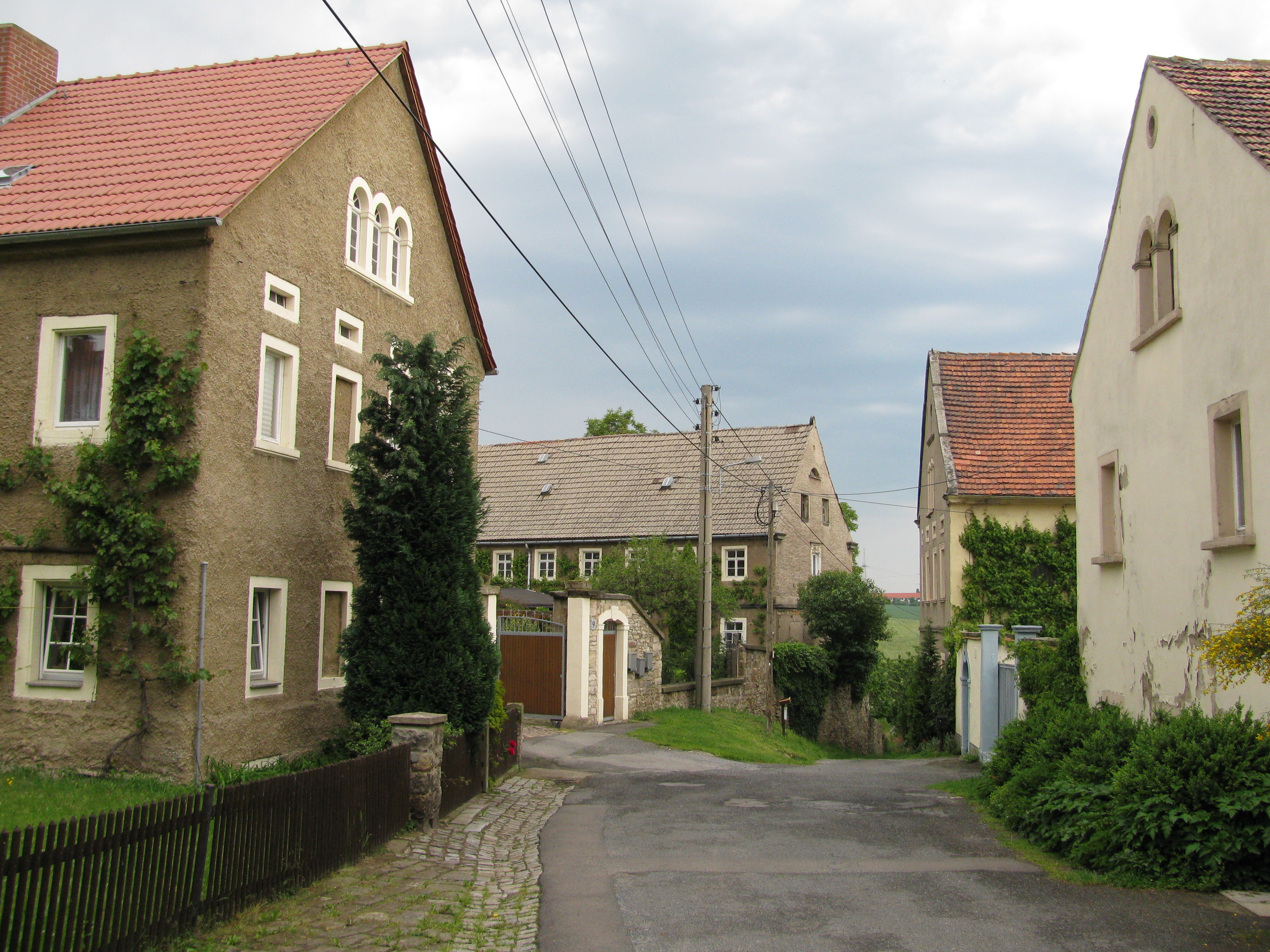
Ockerwitzer Dorfkern

Der mit einer Gewann- und Blockflur ausgestattete Rundling Ockerwitz wurde wahrscheinlich im 12. Jahrhundert oder früher gegründet und möglicherweise um 1140 unter dem Namen Oicice erstmals erwähnt. Eine auf den Meißner Bischof Benno gefälschte Urkunde bestätigte damals die Zugehörigkeit von Oicice zum Burgward Woz, der sich nach neuerer Forschung in Niederwartha befand. Damit würde Ockerwitz zu den am frühesten genannten Dörfern des damaligen Gaus Nisan bzw. der heutigen Region Dresden zählen. Allerdings ist die Verbindung von Ockerwitz mit Oicice, das Eutschütz nähersteht, sehr umstritten; ähnlich gelagert ist der Fall der Ersterwähnung Roitzschs. Sicher ist nur, dass es sich bei dem 1378 genannte Ogkranwicz um Ockerwitz handelt.
Der Ortsname ist sorbischen Ursprungs. Es gibt jedoch verschiedene Theorien über seine Herleitung. Einer der Ansätze besagt, er sei eine Zusammensetzung von Okoran, dem Namen eines slawischen Lokators, und novice (von nova vice), einem slawischen Wort für neues Dorf (vgl. Namensherkunft der Dresdner Ortsteile). Einer anderen Erklärung zufolge ist er mit dem slawischen Wort okraj in Verbindung zu bringen, was am Rande bedeutet und auf die Lage des Dorfes am Abhang zum Zschonergrund hinweist. Der Ortsname entwickelte sich im 15. und 16. Jahrhundert über Ockernwicz, Ogkerwitz, Ockruwicz, Ockerwicz und Ockericz weiter. Die heutige Schreibweise taucht 1791 erstmals auf.
In der Zeit der deutschen Ostexpansion entstand auf einem Bergvorsprung am Zschonergrund eine frühdeutsche Wehranlage, die vermutlich dem Schutz des alten Verbindungswegs von Meißen nach Briesnitz diente. Ihre nach der intensiven landwirtschaftlichen Nutzung nur spärlichen Reste in Form eines kleinen Burgwalls stellen seit 1937 ein Bodendenkmal dar. Am 30. September 1408 wurden mehrere Angehörige der Dresdner Ratsherrenfamilie Busmann durch den Markgrafen Wilhelm II. mit Ockerwitz belehnt. Bereits 1445 gehörte es zum Rittergut Scharfenberg, dessen Besitzer, die Herren von Miltitz, die Grundherrschaft ausübten. Zur Ockerwitzer Flur zählten damals auch Teile der östlich von Cotta gelegenen Wüstung Wernten, die nach der Gründung des Ostravorwerks jedoch an den sächsischen Kurfürsten fielen.
Am 29. September 1580 erwarb Kurfürst August das Dorf von Martin von Miltitz und zahlte insgesamt 5424 Gulden für Ockerwitz, Coschütz, Pesterwitz und vier weitere Dörfer. Ockerwitz unterstand fortan als Amtsdorf direkt dem Amt Dresden. Der benachbarte Zschonergrund war damals ein beliebtes Jagdrevier der Wettiner, die die fortschreitende Rodung einzudämmen versuchten. Ab 1611, als Kurfürst Johann Georg I. die aus seiner Besitzung entstandenen Dienstrechte abgetreten hatte, hatten die Ockerwitzer Bauern Frondienste für die Herren des Rittergutes Nöthnitz zu leisten. Bei einem Dorfbrand wurde Ockerwitz 1762 teilweise zerstört, anschließend aber wieder aufgebaut. Neben dem Acker- war der Obstbau von zunehmender Bedeutung. Im 19. Jahrhundert betrieb man auch Gärtnereien und baute Pläner in Steinbrüchen ab. Damals lag Ockerwitz außerdem am Kohlweg (heutige Ockerwitzer Allee), über den die im Zauckeroder Revier abgebaute Kohle ins Elbtal gebracht wurde.

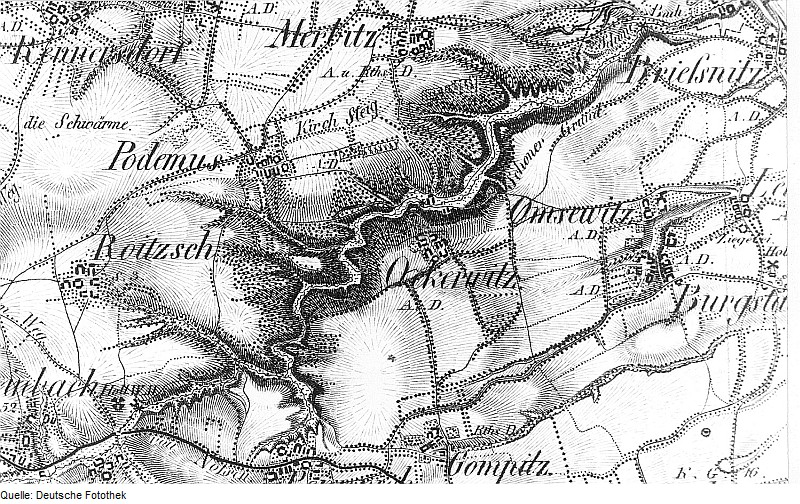
Ockerwitz mit seinen Nachbardörfern auf einer Karte von 1821

In der Mitte des 19. Jahrhunderts erhielt Ockerwitz den Status einer selbstständigen Landgemeinde, deren Fluren im Jahre 1900 eine Fläche von 147 ha umfassten. Eingepfarrt war und ist das Dorf nach Briesnitz. In Leutewitz stand ab 1876 das Schulgebäude einer Schulgemeinschaft, in die neben Ockerwitz auch Omsewitz und Burgstädtel eingebunden waren. Administrativ gehörte der Ort in dieser Zeit zur Amtshauptmannschaft Dresden. Im Jahr 1904 ließ er ein eigenes Wasserwerk errichten. Mit der Eingemeindung von Omsewitz hatte sich Dresden indessen im Jahr 1930 bis an die Flurgrenze von Ockerwitz vorgeschoben. Dies bewirkte, dass in dem Dorf die Siedlungstätigkeit zunahm und schon in den 1930er Jahren erste neue Eigenheime entstanden.
Im Unterschied zu den Dörfern seiner Umgebung, die 1950 allesamt nach Mobschatz oder Gompitz eingemeindet wurden, büßte Ockerwitz auch in der Zeit der DDR seine Eigenständigkeit nicht ein. In den 1950er Jahren wurde die Landwirtschaft zwangskollektiviert und eine LPG gegründet. Erst nach der Wende, zum 1. April 1993, wurde Ockerwitz nach Gompitz eingemeindet. Durch die Auflösung des Kreises Dresden-Land zum 1. Januar 1996 wurde Ockerwitz als Teil von Gompitz an den Landkreis Meißen angegliedert und schließlich am 1. Januar 1999 nach Dresden eingemeindet.

### Einwohnerentwicklung

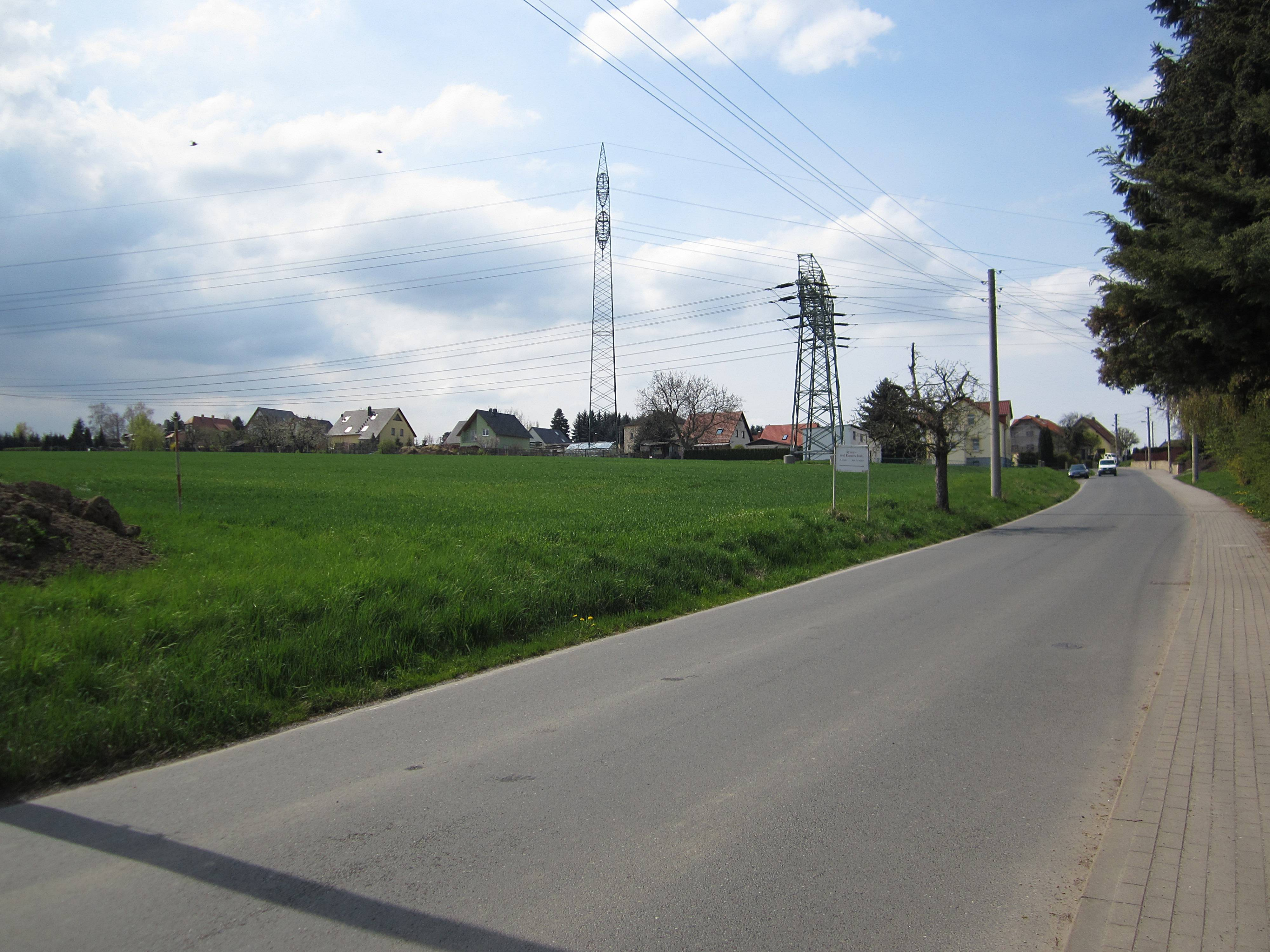
Seit den 1990er Jahren errichteter oberer Teil von Ockerwitz, vorn die Ockerwitzer Allee, Hauptstraße des Ortsteils.

| Jahr    | Einwohner                    |
| ------- | ---------------------------- |
| 1547/51 | 5 besessene Mann, 2 Inwohner |
| 1764    | 7 besessene Mann, 1 Häusler  |
| 1814–28 | 80–90                        |
| 1834    | 95                           |
| 1843    | 89                           |
| 1846    | 82                           |
| 1849    | 84                           |
| 1852    | 101                          |
| 1855    | 90                           |
| 1858    | 86                           |
| 1861    | 94                           |
| 1863    | 124                          |
| 1867    | 110                          |
| 1871    | 131                          |
| 1875    | 106                          |
| 1880    | 104                          |
| 1885    | 94                           |
| 1890    | 109                          |
| 1895    | 111                          |
| 1910    | 254                          |
| 1925    | 242                          |
| 1939    | 340                          |
| 1946    | 426                          |
| 1950    | 408                          |
| 1964    | 333                          |
| 1990    | 235                          |
| 2001    | 568                          |